# 沙什考
沙什考，是匈牙利维斯普雷姆州所辖的一个村，总面积37.47平方公里，总人口264，人口密度7.0人/平方公里（2010年1月1日）。